# Deutsche Beachvolleyball-Meisterschaft
Die deutsche Beachvolleyball-Meisterschaft ist die nationale Meisterschaft des deutschen Beachvolleyballs. Veranstalter ist der Deutsche Volleyball-Verband (DVV). Das Turnier findet bis 2025 Ende August oder Anfang September in der Ahmann-Hager-Arena in Timmendorfer Strand statt.

## Geschichte
In Deutschland begann der professionelle Beachvolleyball im Jahr 1992 mit der erstmaligen Ausrichtung der Masters-Turniere. Den Abschluss und Höhepunkt der Turnierserie bilden die deutschen Meisterschaften, die ihre Premiere im Ostseebad Damp feierten und seit 1993 jedes Jahr in Timmendorfer Strand (seit 2003 Ahmann-Hager-Arena) ausgetragen werden. Ab 2026 wird der Revierpark Wischlingen in Dortmund der neue Austragungsort.

## Turniere

### Frauen
| Jahr | Gold                  | Silber                 | Bronze                   |
| ---- | --------------------- | ---------------------- | ------------------------ |
| 1992 | Paetow / Schwarz      | Borger / Klappenbach   | Hauschild / Waack        |
| 1993 | Paetow / Schwarz      | Borger / Klappenbach   | Kern / Lohse             |
| 1994 | Kern / Lohse          | Friedrichsen / Schmidt | Asbar / Marunde          |
| 1995 | Bühler / Müsch        | Borger / Paetow        | Friedrichsen / Schmidt   |
| 1996 | Schmidt / Staub       | Friedrichsen / Meyer   | Bühler / Müsch           |
| 1997 | Friedrichsen / Müsch  | Schmidt / Staub        | Borger / Lipp            |
| 1998 | Schmidt / Staub       | Pianka / Vollmer       | Friedrichsen / Müsch     |
| 1999 | Friedrichsen / Müsch  | Schmidt / Staub        | Ahmann / Schmitt         |
| 2000 | Schmidt / Staub       | Ahmann / Schmitt       | Freytag / Stoof          |
| 2001 | Friedrichsen / Müsch  | Pianka / Williams      | Pohl / Rau               |
| 2002 | Pohl / Rau            | Lahme / Müsch          | Pianka / Williams        |
| 2003 | Pianka / Williams     | Ahmann / Vollmer       | Lahme / Müsch            |
| 2004 | Brink-Abeler / Jurich | Pohl / Rau             | Claasen / Stoof          |
| 2005 | Lahme / Müsch         | Pohl / Rau             | Goller / Ludwig          |
| 2006 | Goller / Ludwig       | Brink-Abeler / Jurich  | Pohl / Rau               |
| 2007 | Goller / Ludwig       | Claasen / Röder        | Flemig / Hüttermann      |
| 2008 | Goller / Ludwig       | Brink-Abeler / Jurich  | Claasen / Röder          |
| 2009 | Holtwick / Semmler    | Banck / Günther        | Goller / Ludwig          |
| 2010 | Köhler / Sude         | Goller / Ludwig        | Holtwick / Semmler       |
| 2011 | Goller / Ludwig       | Köhler / Sude          | Borger / Büthe           |
| 2012 | Holtwick / Semmler    | Banck / Walkenhorst    | Mersmann / Tillmann      |
| 2013 | Ludwig / Walkenhorst  | Holtwick / Semmler     | Borger / Büthe           |
| 2014 | Borger / Büthe        | Ludwig / Sude          | Holtwick / Semmler       |
| 2015 | Ludwig / Walkenhorst  | Mersmann / Schneider   | Holtwick / Semmler       |
| 2016 | Ludwig / Walkenhorst  | Laboureur / Sude       | Borger / Büthe           |
| 2017 | Laboureur / Sude      | Gernert / Zautys       | Borger / Kozuch          |
| 2018 | Bieneck / Schneider   | Behrens / Ittlinger    | Mersmann / Tillmann      |
| 2019 | Borger / Sude         | Ludwig / Kozuch        | Behrens / Tillmann       |
| 2020 | Ittlinger / Laboureur | Ludwig / Kozuch        | Behrens / Tillmann       |
| 2021 | Laboureur / Schulz    | Borger / Sude          | Behrens / Ittlinger      |
| 2022 | Müller / Tillmann     | Ittlinger / Schneider  | Grüne / Walkenhorst      |
| 2023 | Müller / Tillmann     | Behlen / Schulz        | Borger / Ittlinger       |
| 2024 | Müller / Tillmann     | Lippmann / Ludwig      | van de Velde / Ittlinger |

### Männer
| Jahr | Gold                         | Silber                        | Bronze                             |
| ---- | ---------------------------- | ----------------------------- | ---------------------------------- |
| 1992 | Freier / Tiemann             | Boltze / Voß                  | Brall / Fell                       |
| 1993 | Ahmann / Hager               | Braack / Mackerodt            | Brall / Schüler                    |
| 1994 | Hoffmann / Scheuerpflug      | Brall / Schüler               | Kuring / Zimmermann                |
| 1995 | Ahmann / Hager               | Sude / Werner                 | Hoffmann / Scheuerpflug            |
| 1996 | Ahmann / Hager               | Fröhlich / Zimmermann         | Krank / Oetke                      |
| 1997 | Ahmann / Hager               | Chaloupka / Scheuerpflug      | Anton / Pomerenke                  |
| 1998 | Ahmann / Hager               | Ch. Dieckmann / M. Dieckmann  | Chaloupka / Kuck                   |
| 1999 | Oetke / Scheuerpflug         | Sergejew / Zimmermann         | Ahmann / Hager                     |
| 2000 | Oetke / Scheuerpflug         | Ch. Dieckmann / M. Dieckmann  | Ahmann / Hager                     |
| 2001 | M. Dieckmann / Reckermann    | Oetke / Scheuerpflug          | Klemperer / Rademacher             |
| 2002 | Hikel / Polte                | Ch. Dieckmann / Zimmermann    | M. Dieckmann / Reckermann          |
| 2003 | Ch. Dieckmann / Scheuerpflug | M. Dieckmann / Reckermann     | Brink / Schneider                  |
| 2004 | Ch. Dieckmann / Scheuerpflug | Brink / Schneider             | Klemperer / Rademacher             |
| 2005 | M. Dieckmann / Reckermann    | Ch. Dieckmann / Scheuerpflug  | Matysik / Popp                     |
| 2006 | Brink / Ch. Dieckmann        | Huth / Uhmann                 | Klemperer / Schneider              |
| 2007 | Brink / Ch. Dieckmann        | Matysik / Uhmann              | Klemperer / Koreng                 |
| 2008 | Klemperer / Koreng           | Brink / Ch. Dieckmann         | Böckermann / Götz                  |
| 2009 | Brink / Reckermann           | Andrae / Popp                 | Klemperer / Koreng                 |
| 2010 | Brink / Reckermann           | Böckermann / Urbatzka         | Klemperer / Koreng                 |
| 2011 | Brink / Reckermann           | S. Dollinger / Windscheif     | Klemperer / Koreng                 |
| 2012 | Erdmann / Matysik            | Koreng / Walkenhorst          | S. Dollinger / Windscheif          |
| 2013 | Böckermann / Urbatzka        | Flüggen / Walkenhorst         | S. Dollinger / Windscheif          |
| 2014 | Erdmann / Matysik            | Fuchs / Kaczmarek             | S. Dollinger / Flüggen             |
| 2015 | A. Dollinger / Wickler       | Erdmann / Matysik             | Holler / Schröder                  |
| 2016 | Böckermann / Flüggen         | Erdmann / Kaczmarek           | Matysik / Walkenhorst              |
| 2017 | Holler / Wickler             | Fuchs / Stadie                | Bergmann / Harms                   |
| 2018 | Thole / Wickler              | Bergmann / Harms              | Ehlers / Flüggen                   |
| 2019 | B. Poniewaz / D. Poniewaz    | Erdmann / Winter              | Bergmann / Harms Becker / Schröder |
| 2020 | Thole / Wickler              | Ehlers / Stadie               | Walkenhorst / Winter               |
| 2021 | Walkenhorst / Winter         | Bergmann / Harms              | Thole / Wickler                    |
| 2022 | Ehlers / Wickler             | B. Sagstetter / J. Sagstetter | Reinhardt / Sievers                |
| 2023 | Ehlers / Wickler             | B. Poniewaz / D. Poniewaz     | Henning / Winter                   |
| 2024 | Ehlers / Wickler             | Huster / L. Wüst              | Just / Sowa                        |

## Erfolgreichste Teilnehmer

### Frauen
| Athlet             | Zeitraum  | Gold | Silber | Bronze | Total |
| ------------------ | --------- | ---- | ------ | ------ | ----- |
| Laura Ludwig       | 2005–2024 | 7    | 5      | 2      | 14    |
| Danja Müsch        | 1995–2005 | 5    | 1      | 3      | 9     |
| Sara Goller        | 1995–2011 | 4    | 1      | 2      | 7     |
| Julia Sude         | 2010–2021 | 3    | 4      | 0      | 7     |
| Ulrike Schmidt     | 1994–2000 | 3    | 3      | 1      | 7     |
| Maike Friedrichsen | 1994–2001 | 3    | 2      | 2      | 7     |
| Gudula Staub       | 1996–2000 | 3    | 2      | 0      | 5     |
| Kira Walkenhorst   | 2012–2022 | 3    | 1      | 1      | 5     |
| Chantal Laboureur  | 2016–2021 | 3    | 1      | 0      | 4     |
| Cinja Tillmann     | 2012–2024 | 3    | 0      | 4      | 7     |
| Svenja Müller      | 2012–2024 | 3    | 0      | 0      | 3     |
| Karla Borger       | 2011–2021 | 2    | 1      | 5      | 8     |
| Katrin Holtwick    | 2009–2015 | 2    | 1      | 3      | 6     |
| Ilka Semmler       | 2009–2015 | 2    | 1      | 3      | 6     |
| Beate Paetow       | 1992–1995 | 2    | 1      | 0      | 3     |
| Martina Schwarz    | 1992–1993 | 2    | 0      | 0      | 2     |

### Männer
| Athlet               | Zeitraum  | Gold | Silber | Bronze | Total |
| -------------------- | --------- | ---- | ------ | ------ | ----- |
| Clemens Wickler      | 2015–2024 | 7    | 0      | 1      | 8     |
| Andreas Scheuerpflug | 1994–2005 | 5    | 3      | 1      | 9     |
| Julius Brink         | 2003–2011 | 5    | 2      | 1      | 8     |
| Jonas Reckermann     | 2001–2011 | 5    | 1      | 1      | 7     |
| Jörg Ahmann          | 1993–2000 | 5    | 0      | 2      | 7     |
| Axel Hager           | 1993–2000 | 5    | 0      | 2      | 7     |
| Christoph Dieckmann  | 1998–2008 | 4    | 5      | 0      | 9     |
| Nils Ehlers          | 2018–2024 | 3    | 1      | 1      | 5     |
| Markus Dieckmann     | 1998–2005 | 2    | 3      | 1      | 6     |
| Jonathan Erdmann     | 2012–2019 | 2    | 3      | 0      | 5     |
| Kay Matysik          | 2005–2016 | 2    | 2      | 2      | 6     |
| Oliver Oetke         | 1996–2001 | 2    | 1      | 2      | 5     |
| Markus Böckermann    | 2008–2016 | 2    | 1      | 1      | 4     |
| Julius Thole         | 2018–2021 | 2    | 0      | 1      | 3     |